# علي النمر (لاعب كرة قدم)
علي صالح محمد النمر، لاعب كرة قدم سعودي من مواليد السعودية ومثل منتخب السعودية في كأس الخليج 23 في الكويت يلعب في نادي أحد.

## مسيرته الإحترافية

### توقيعه مع نادي الشباب
وقع مع نادي الشباب مطلع عام 2018 لمدة سنة ونصف وأعاره الشباب لمدة 6 أشهر إلى نادي نومانسيا.

### إحترافه في إسبانيا
أعلنت هيئة الرياضة السعودية عن رحيل 9 لاعبين للتواجد في اسبانيا والانضمام لأندية مختلفة في الدوري الاسباني ودوري الدرجة الأولى من أجل اعدادهم لكأس العالم 2018 في روسيا.
وتتواجد المملكة العربية السعودية في المجموعة الأولى مع منتخبات روسيا ومصر وأوروجواي بالمونديال الروسي 2018.
وشهدت المملكة حضور 25 عضوا من أعضاء رابطة «لا ليجا» الإسبانية مراسم توقيع إعارة اللاعبين السعوديين، وذلك في خطوة احترافية فريدة من نوعها.
وسبق وتم الإعلان عن شراكة لتطوير الكرة السعودية بمشاركة الهيئة العامة للرياضة والاتحاد السعودي لكرة القدم ورابطة لا ليجا الإسبانية.
ومن المقرر أن يتواجد 9 لاعبين من الدوري السعودي في اعارة لنهاية الموسم مع انديتهم قبل التواجد في معسكرات المنتخب السعودي استعدادا للمونديال.
وانتقل فهد المولد لاعب الاتحاد السعودي لصفوف ليفانتي، وسالم الدوسري لصفوف فياريال، ويحيى الشهري لصفوف ليجانيس وعبد المجيد الصليهم لصفوف رايو فايكانو، ونوح الموسى لصفوف بلد الوليد.
وانضم جابر عيسى لصفوف فياريال «ب»، ومروان عثمان بليجانيس «ب»، وعبد الله الحمدان في سبورتينج خيخون، وأخيراً علي النمر لنومانسيا.

### نادي الوحدة
وقع مع نادي الوحدة في صيف 2018 .

### نادي التعاون
وقع مع نادي التعاون في صيف 2020 .

### نادي الفيحاء
وقع مع نادي الفيحاء مطلع عام 2022.

### نادي أحد
وقع مع نادي أحد في صيف عام 2023.

## وصلات خارجية
- علي النمر على موقع قاعدة بيانات كرة القدم.إي يو (الإنجليزية)
- علي النمر على موقع ناشيونال فوتبول تيمز (الإنجليزية)
- علي النمر على موقع Soccerway.com (الإنجليزية)